# ابراهیما باکایوکو
ابراهیما باکایوکو (فرانسوی: Ibrahima Bakayoko‎؛ زادهٔ ۳۱ دسامبر ۱۹۷۶) یک بازیکن فوتبال اهل ساحل عاج است.
از باشگاه‌هایی که در آن بازی کرده‌است می‌توان به باشگاه فوتبال اوساسونا، مون‌پلیه، پائوک، المپیک مارسی، مسینا، لیورنو، باشگاه فوتبال اورتون، لاریسا اشاره کرد.
وی همچنین در تیم ملی فوتبال ساحل عاج بازی کرده است.